# Сухой Лог (Свердловска област)
Сухой Лог (на руски: Сухой Лог) е град в Свердловска област, Русия. Населението на града към 1 януари 2018 година е 33 689 души.

## История
Селището е основано през 1710 година, през 1943 година получава статут на град.